# John Frankenheimer
John Michael Frankenheimer (New York, 19 februari 1930 – Los Angeles, 6 juli 2002) was een Amerikaans filmregisseur die beroemd werd om zijn politieke en maatschappelijk getinte speelfilms. Hij heeft diverse genres beoefend maar blijft vooral bekend om zijn thrillers en actiefilms.
Zijn films kenmerken zich door een rauwe, realistische manier van filmen (harde kleuren, weinig kunstlicht, echt bestaande locaties en veel handbediende shots) waardoor zijn films lijken op documentaires. Daarnaast houdt Frankenheimer van technische experimenten: hij filmt met vreemde camerastandpunten en gebruikt vaak opvallende montagetrucs.
De beste films van Frankenheimer zijn The Manchurian Candidate (1962) en Seven Days in May (1966). Beide zijn dit politieke thrillers waarin zeer actuele onderwerpen worden aangesneden. Het verhaal in deze films wordt verteld met veel gevoel voor detail en uitgebreide karakterontwikkelingen. De films worden afgewisseld met fictieve journaalbeelden. Samen met zijn documentairestijl van filmen wist Frankenheimer in deze films een soort hyperrealisme te creëren. Hierbij accepteert de kijker iedere plotwending, hoe waanzinnig ook.

## Biografie
Frankenheimer werd in 1930 in New York geboren als zoon van een Duitse vader van Joodse afkomst en een Ierse katholieke moeder. Hij werd katholiek opgevoed, wat later vaak terug zou komen in zijn films.
Al op jonge leeftijd was hij gefascineerd door westerns en hij wilde acteur worden, net als zijn grote voorbeeld Robert Mitchum.
Frankenheimer kon echter niet als acteur aan het werk komen en hij besloot in 1948 bij de Amerikaanse luchtmacht te gaan. Na twee jaar als luchtmachtpiloot te hebben gevlogen werd hij gevraagd om propagandafilms te gaan maken voor de luchtmacht. Ironisch genoeg zouden deze films veel overeenkomsten met zijn latere werk vertonen: een combinatie van documentaire, politiek en spectaculaire actie.
In 1952 werd Frankenheimer plotseling ontslagen omdat de luchtmacht hem ervan verdacht lid te zijn geweest van een communistische partij. Hoewel Frankenheimer inderdaad links georiënteerd was, heeft hij het communisme altijd sterk afgewezen. Hierna solliciteerde Frankenheimer bij de Amerikaanse televisiezender CBS om daar documentaires te gaan maken. Later stapte hij over naar het maken van televisieseries. In 1958 solliciteerde hij naar een baan als filmregisseur bij het Amerikaanse filmproductiebedrijf Warner Brothers. Naar verluidt wilde Frankenheimer zo graag films regisseren dat hij zich twee weken in een hotelkamer opsloot omdat hij te zenuwachtig was over de uitslag van zijn sollicitatie.
De sollicitatie viel echter positief uit, want Frankenheimer mocht meteen een film gaan regisseren. In 1958 maakte hij zijn speelfilmdebuut met de western The Young Stranger.
In de daaropvolgende jaren maakte Frankenheimer een aantal legendarische films die inmiddels uitgegroeid zijn tot klassieker. Daarna ging het met hem ineens bergafwaarts. Dit kwam vooral doordat Frankenheimer van dichtbij de moord op zijn goede vriend Robert Kennedy (broer van John F.) meemaakte. Ook liep zijn vrouw bij hem weg en raakte hij verslaafd aan alcohol. Frankenheimer was erg teleurgesteld over de beperkte artistieke vrijheden die regisseurs in Hollywood hebben en hij emigreerde naar Frankrijk.
Ruim zeven jaar lang maakte hij geen films en pas na het overwinnen van zijn alcoholverslaving maakte hij een rentree met French Connection II (1975). Deze film, die volledig in Frankrijk was opgenomen en waarover Frankenheimer artistieke vrijheid kreeg, ging over een politieagent die verslaafd was aan drugs en die moest afkicken. Het personage van Popeye Doyle (Gene Hackman) was duidelijk gebaseerd op Frankenheimers eigen ervaringen.
The French Connection part 2 was de meest persoonlijke film van John Frankenheimer en was ook zijn grootste commerciële succes.
In de daaropvolgende periode maakte Frankenheimer diverse films voor zowel de televisie als voor de bioscoop. De meeste van deze films werden in zijn nieuwe thuisland Frankrijk opgenomen en kenden wisselend succes. Toch behaalde geen van deze films de kwaliteit van zijn oude werk.
In 1999 en in 2001 kwam hij weer in de schijnwerpers te staan met de films Ronin en Reindeer Games, beide geslaagde actiefilms die hem opnieuw mondiale aandacht bezorgden.
Hij overleed een jaar later aan een beroerte, vlak voordat hij aan de opnamen van The Exorcist 4 wilde beginnen.

## Filmografie
- 1957: The Young Stranger
- 1961: The Young Savages
- 1962: All Fall Down
- 1962: Birdman of Alcatraz
- 1962: The Manchurian Candidate
- 1964: Seven Days in May
- 1964: The Train
- 1966: Seconds
- 1966: Grand Prix
- 1968: The Fixer
- 1969: The Extraordinary Seaman
- 1969: The Gypsy Moths
- 1970: I Walk the Line
- 1971: The Horsemen
- 1973: The Iceman Cometh
- 1973: Story of a Love Story
- 1974: 99 and 44/100% Dead
- 1975: French Connection II
- 1977: Black Sunday
- 1979: Prophecy
- 1982: The Challenge
- 1985: The Holcroft Covenant
- 1986: 52 Pick-Up
- 1989: Dead Bang
- 1990: The Fourth War
- 1991: Year of the Gun
- 1994: Against the Wall
- 1994: The Burning Season
- 1996: Andersonville
- 1996: The Island of Dr. Moreau
- 1997: George Wallace
- 1998: Ronin
- 2000: Reindeer Games
- 2002: Path to War

## Beroemde films
- Birdman of Alcatraz (1960), een drama over een man die levenslang zit opgesloten in de gevangenis van Alcatraz. Hij vindt echter opnieuw een doel in zijn leven wanneer hij zwerfvogels op het eiland gaat opvangen. Dit documentaireachtige portret was een duidelijke aanval op het Amerikaanse gevangeniswezen.
- The Manchurian Candidate (1962), Frankenheimers beste en meest controversiële film: een groep communisten bereidt een moordaanslag voor op de Amerikaanse president. In deze thriller werd de groots opgezette aanslag met groot gevoel voor detail en op een documentaireachtige manier verfilmd. De film werd destijds als onwaarschijnlijk gezien, maar werd nog geen jaar later ineens verrassend actueel toen John F. Kennedy vermoord werd.
- The Train (1964), een spectaculaire oorlogsfilm over het Franse verzet die, vlak voor de bevrijding, een trein vol gestolen kunstschatten steelt en deze naar het voor de bezetter lijkt naar Duitsland rijdt maar die in werkelijkheid in Frankrijk blijft.
- Seconds (1965), een psychologische griezelfilm over een miljonair die een gezichtsverandering ondergaat en psychisch verdeeld raakt tussen zijn oude en nieuwe persoonlijkheid. De film was duidelijk geïnspireerd door het werk van Franz Kafka en de psychologie van Freud.
- Seven Days in May (1966), weer een politieke thriller over een groepje hoge luchtmachtofficieren die een militaire coup pleegt om de Amerikaanse president af te zetten. Met deze film leverde Frankenheimer duidelijk kritiek op het agressieve rechtse gedrag van veel militairen alsmede op het ingrijpen van Amerika in Vietnam.
- Grand Prix (1966), een autoracefilm die bekend werd om de spectaculaire autoraces. Veel van deze races werden gefilmd met vreemde camerastandpunten en schermopdeling. De film won Oscars voor Beste geluidseffecten, Beste filmmontage en Beste geluid.

## Trivia
- John Frankenheimer werd in 1961 gevraagd door producent Albert R. Broccoli om de rol van James Bond te spelen.
- Filmregisseur Michael Bay beweerde in een vraaggesprek dat John Frankenheimer zijn natuurlijke vader was. Uit een DNA-test bleek dat dit niet het geval was.
- Frankenheimer wordt vaak vergeleken met William Friedkin. Beide regisseurs zijn begonnen als documentairemakers en maken hun speelfilms op een realistische, documentaireachtige wijze.